# Das Leben der Vögel
Das Leben der Vögel (Originaltitel: The Life of Birds)  ist eine zehnteilige  Naturdokumentationsserie von David Attenborough über das Leben der Vögel.

## Produktion und weitere Veröffentlichungen
Die Serie wurde von der BBC 1998 produziert und erschien 2000 auch auf DVD. Die Erstausstrahlung im Fernsehen lief bei der BBC am 20. November 2002. Die deutsche Erstausstrahlung im Free-TV erfolgte am 10. März 2000  im Ersten. Weitere Ausstrahlungen waren in den Jahren 2000 bis 2009 in verschiedenen Sendern der ARD zu sehen.

## Rezeption
Natur kritisiert die „emotionslose Erzählerstimme“ der deutschen Übersetzung und rät dazu, sich lieber die englische Originalfassung anzuschauen.

## Folgen der Serie
- Fliegen oder nicht fliegen
- Die Meister der Lüfte
- Der unersättliche Appetit
- Die Fleischfresser
- Die Fischfresser
- Signale und Gesänge
- Partnerwahl
- Das anspruchsvolle Ei
- Elternsorgen
- Grenzgänger